# Rellen in Engeland in 2011

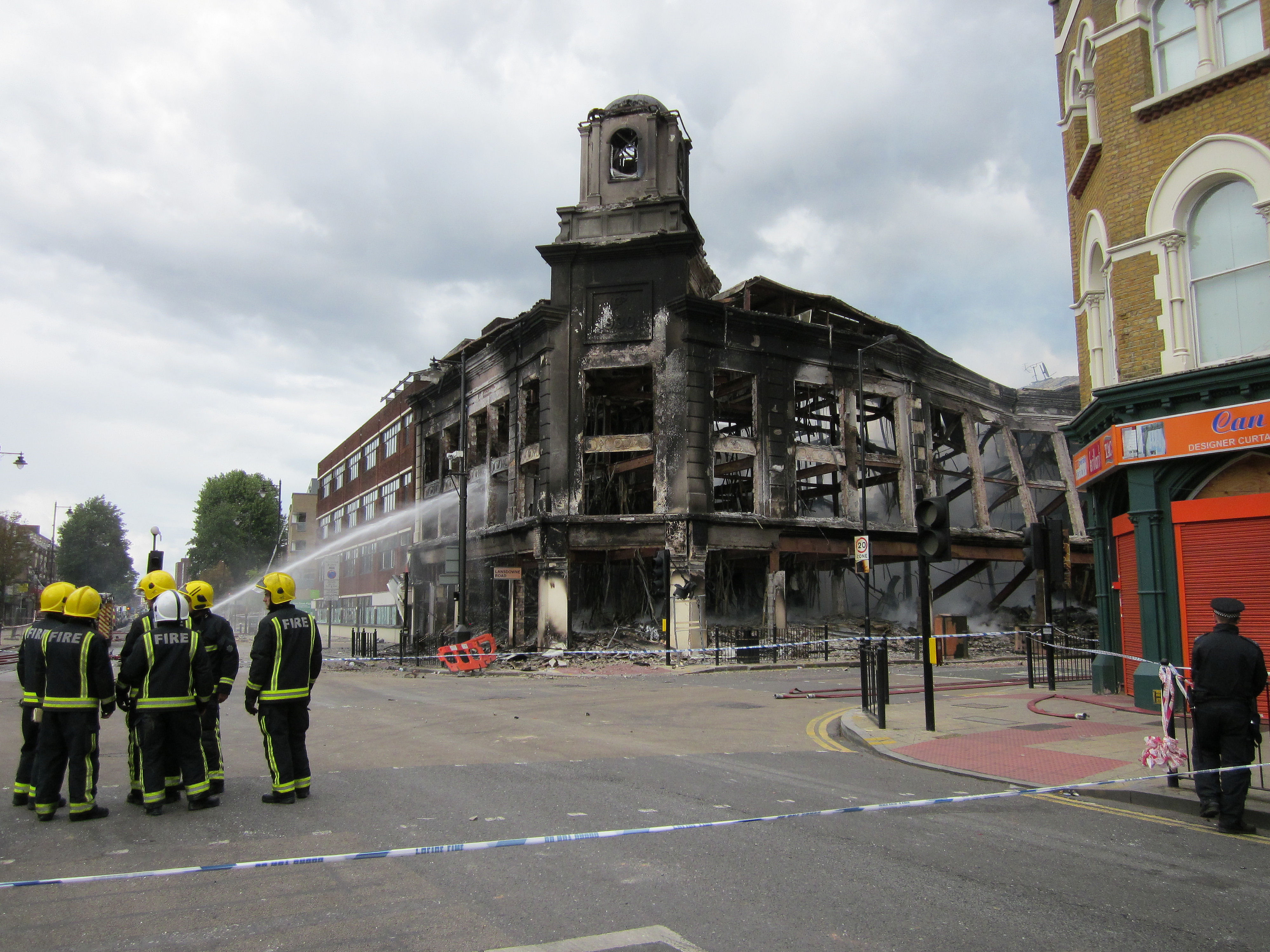
Een uitgebrande tapijtzaak met bovenliggende appartementen in Tottenham na de rellen.

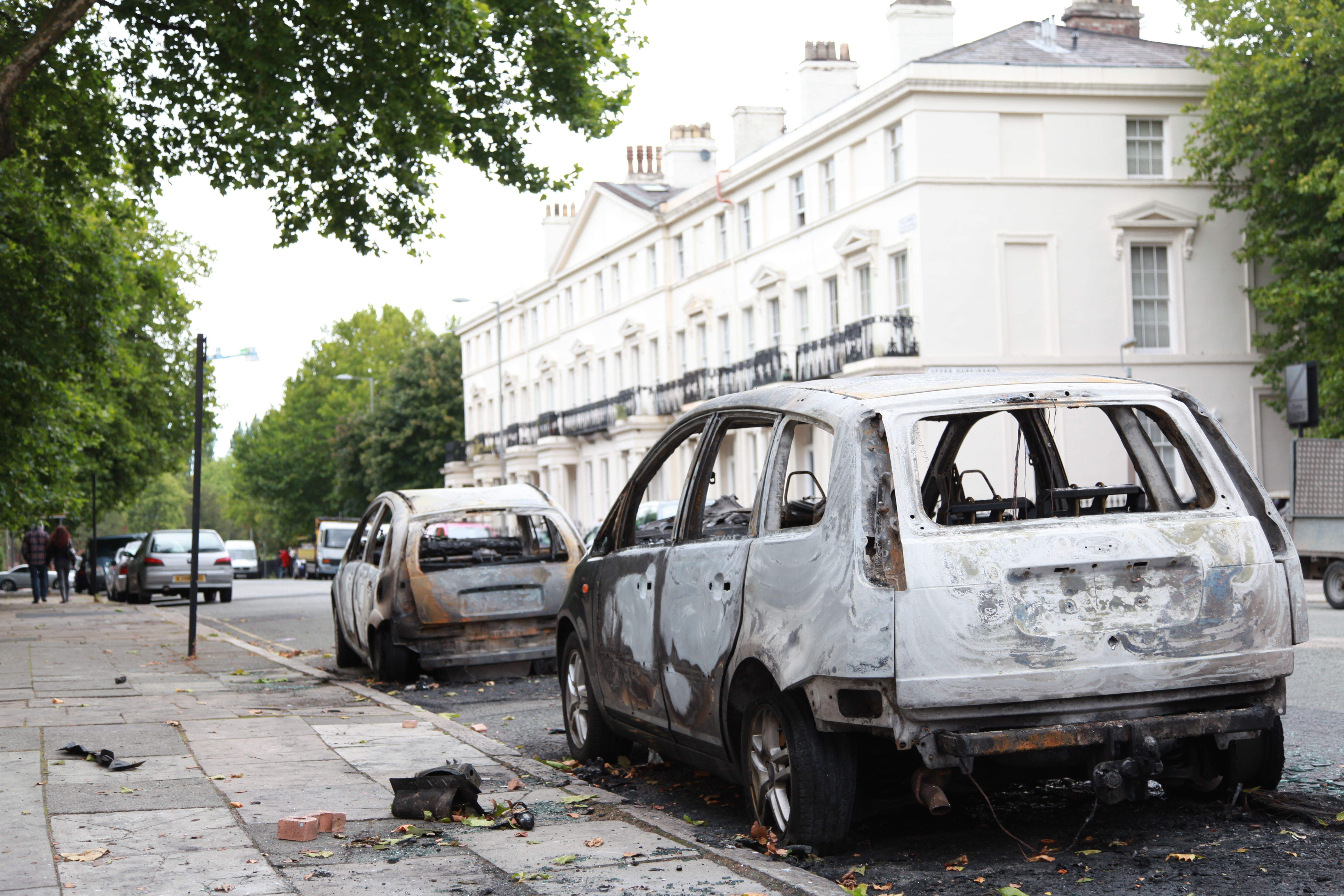
Uitgebrande auto's in Liverpool.

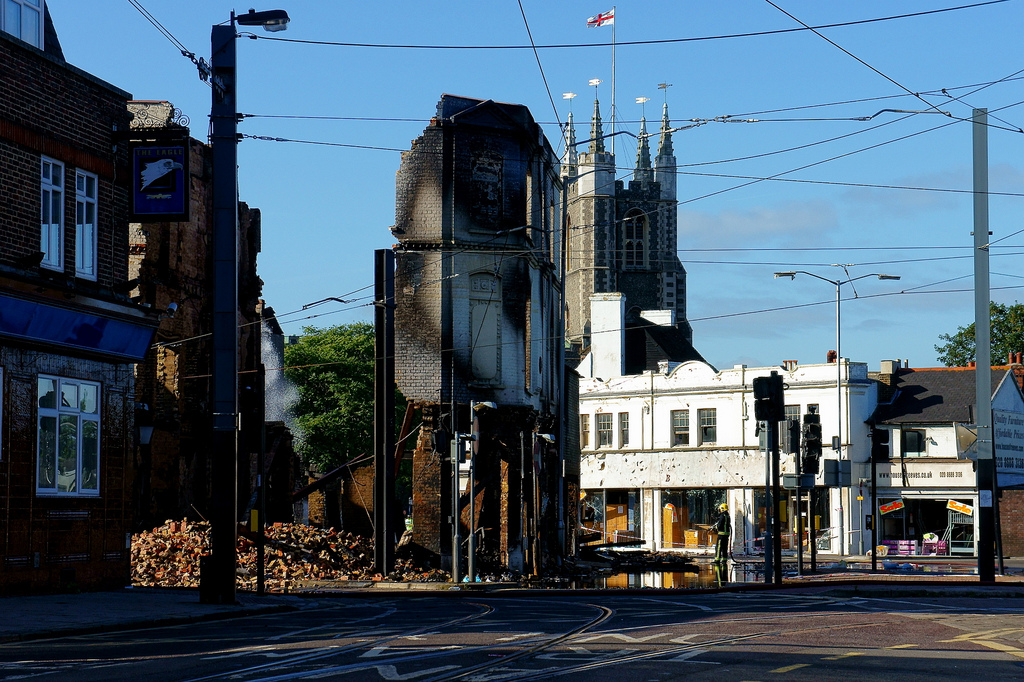
De meubelzaak House of Reeves in Croydon, Londen, uitgebrand na de rellen.

De rellen in Engeland in 2011 waren gewelddadige confrontaties tussen honderden, vooral jeugdige, relschoppers en de Engelse politie. Ze begonnen op 6 augustus 2011 in Tottenham in Noord-Londen en verspreidden zich later naar andere wijken en steden, waaronder Birmingham, Manchester, Liverpool, Nottingham, Bristol en Medway. Tijdens de rellen werden auto's, winkels en huizen in brand gestoken en ook werden er winkels geplunderd. Op 9 augustus viel het eerste dodelijke slachtoffer van de rellen in het Zuid-Londense stadsdeel Croydon. Op 10 augustus vielen er drie doden in Birmingham; zij waren onderdeel van een burgerwacht. Een 68-jarige man in Londen die tijdens de ongeregeldheden was aangevallen toen hij een vuurtje probeerde te doven, overleed op 11 augustus in het ziekenhuis aan zijn verwondingen. In Londen werden er 16.000 extra agenten ingezet. Alleen al in Londen werden ruim duizend mensen aangehouden.
De media deden uitgebreid verslag van de rellen. Zowel het nieuwskanaal van de BBC als Sky News zonden dagelijks rechtstreekse beelden uit van de rellen.

## Oorzaak
De rellen volgden op de dood van een 29-jarige man, Mark Duggan. Hij zou tijdens een vuurgevecht door de Londense politie neergeschoten zijn bij een poging hem aan te houden. Of deze schietpartij ook de daadwerkelijke aanleiding is, is nog onduidelijk. In de media werden de volgende (mede)oorzaken genoemd:
- Spanningen tussen de politie en de jongeren[5]
- Hoge werkloosheid en bezuinigingen op sociale en publieke diensten[6][7][8][9][10][11]
- Economische crisis[12]
- Armoede; een groter wordende kloof tussen arm en rijk[13][14]
- De laagste sociale mobiliteit van de ontwikkelde wereld[13]
- Crimineel opportunisme[15][16]
- Recreatief geweld[17]